# Округ Гошен (Вајоминг)
Округ Гошен (енгл. Goshen County) је округ у америчкој савезној држави Вајоминг.

## Демографија
По попису из 2010. године број становника је 13.249, што је 711 (5,7%) становника више него 2000. године.
| Група             | 2000.          | 2010.          |
| Белци             | 11.172 (89,1%) | 11.651 (87,9%) |
| Афроамериканци    | 25 (0,2%)      | 79 (0,6%)      |
| Азијати           | 25 (0,2%)      | 41 (0,3%)      |
| Хиспаноамериканци | 1.107 (8,8%)   | 1.288 (9,7%)   |
| Укупно            | 12.538         | 13.249         |